# Сус, Николай Иванович
Николай Иванович Сус (1 (13) июня 1880 — 26 августа 1967) — советский учёный, лесомелиоратор, заслуженный деятель науки РСФСР (1947), почётный академик ВАСХНИЛ (1958).

## Биография
Родился в Волынской губернии в семье учителя приходской школы. Окончил Уманское училище земледелия и садоводства (1901) и Санкт-Петербургский лесной институт (1907).
В 1908—1916 гг. работал по линии Лесного департамента в г. Камышин Саратовской губернии, организовал сеть лесомелиоративных питомников. В 1918—1931 консультант по лесоразведению вдоль железных дорог, разработал специальный курс лекций, который вошёл в учебник по агролесомелиорации.
С 1920 по 1965 г. преподавал в Саратовском СХИ, организовал лесомелиоративный факультет (1922) и кафедру лесомелиорации, которой руководил 40 лет.
В 1931 г. один из инициаторов создания ВНИАЛМИ, его первый директор (1931—1938).

## Научные труды
Опубликовал около 120 научных работ, в том числе: «К 100-летию русского степного лесоразведения» (1947 г.), «Защитное лесоразведение» (1948), «Эрозия почв и борьба с ней» (1949), «Агролесомелиорация» (1956, 1959, 1966).

## Награды и звания
Доктор сельскохозяйственных наук, профессор, заслуженный деятель науки РСФСР (1947), почетный академик ВАСХНИЛ (1958).
Награждён орденом Ленина, двумя орденами Трудового Красного Знамени, орденом «Знак Почета», медалью «За доблестный труд в Великой Отечественной войне 1941—1945 гг.», Золотой и Серебряной медалями ВДНХ, Почётной грамотой Президиума Верховного Совета РСФСР.